# Pierre de Rigaud de Vaudreuil-Cavagnal
Pierre de Rigaud de Vaudreuil-Cavagnal (Québec, 22 novembre 1698 – Parigi, 4 agosto 1778) è stato un funzionario e militare francese, nativo del Canada. Fu l'ultimo governatore della Nuova Francia.

## Biografia
Figlio di Philippe de Rigaud de Vaudreuil, governatore della Nuova Francia, e di Louise-Élisabeth de Joybert de Soulanges et de Marson, Pierre die Rigaud era discendente da una nobile famiglia della Linguadoca.
Vaudreuil ebbe una carriera folgorante nell'amministrazione civile e militare del Nordamerica in mano francese grazie alle posizioni acquisite dal padre, ma anche alle sue innate capacità personali. Nel 1733 diventò governatore di Trois-Rivières e dal 1743 al 1753 della Louisiana francese. Durante il suo mandato di governatore in Louisiana, Vaudreuil dimostrò le sue abilità: infatti capì da subito che il suo compito era difficoltoso poiché aveva la responsabilità di mantenere la sovranità francese in un territorio scarsamente popolato.
Nel 1753 si trovò in Francia, qui ricevette da Re Luigi XV l'incarico di governatore della Nuova Francia, proprio nel momento in cui scoppiò la guerra franco-indiana. Nel 1755 incaricò l'ingegnere militare francocanadese Michel Chartier de Lotbinière di erigere sul Lago Champlain il Fort Carillon.
Vaudreuil era il primo governatore della Nuova Francia ad essere nato in America e la sua leadership fu messa in discussione: i suoi comandi venivano spesso ignorati dagli ufficiali dell'esercito francese, tra i quali Louis-Joseph de Montcalm, che lo giudicava di essere troppo canadese. Sebbene Vaudreuil detenesse la carica della più alta autorità civile in Nuova Francia e fosse comandante in capo delle truppe francesi, si scontrava spesso con Montcalm. I due uomini finirono per odiarsi, il che andò a danno dello sforzo militare dei francesi. Vaudreuil ebbe ottime relazioni con le truppe francocanadesi, nonché con i nativi, mentre Montcalm, invece, le guardava dall'alto in basso, preferendo fare assegnamento sulle truppe regolari provenienti dalla Francia.
Dopo la sconfitta di Montcalm contro le forze britanniche, comandate dal maggiore generale James Wolfe a Québec, nella battaglia delle Piane di Abraham, Vaudreuil tentò un appello alla resistenza dall'occupazione, ma senza successo. Fu obbligato di arrendersi a Montréal l'8 settembre 1759 al generale inglese Jeffrey Amherst.
Il marchese si imbarcò per la Francia sotto custodia britannica e fu, per un breve periodo, imprigionato nella Bastiglia nel 1762 per il ruolo avuto nella sconfitta in Canada. Dopo un processo nel 1763, venne radiato. Si ritirò nella sua tenuta familiare nei pressi di Rouen.
Suo nipote Louis-Philippe de Rigaud de Vaudreuil, ebbe un ruolo di primo piano nella guerra d'indipendenza americana.

## Stemma
| Image | Stemma |
| ----- | --- |
|       | Pierre de Rigaud de Vaudreuil-Cavagnal Marchese di Vaudreuil-Cavagnal D'argento al leone rampante di rosso, coronato d'oro. Ornamenti esterni da marchese. |